# Первомайский (Солонешенский район)
Первома́йский — посёлок в Солонешенском районе Алтайского края. Входит в состав Лютаевского сельсовета.

## История
Образован как посёлок фермы Первомайская совхоза «Светлинский».

## Население
| 1997 | 1998 | 1999 | 2000 | 2001 | 2002 |
| ---- | ---- | ---- | ---- | ---- | ---- |
| 183  | ↗190 | ↗194 | ↗195 | ↗201 | ↘165 |
| 2003 | 2004 | 2005 | 2006 | 2007 | 2008 |
| ↗171 | ↘161 | ↘143 | ↘121 | ↘117 | ↗122 |
| 2009 | 2010 | 2011 | 2012 | 2013 |      |
| ↘113 | ↘100 | →100 | ↗102 | ↘89  |      |

### Национальный состав
Согласно результатам переписи 2002 года, в национальной структуре населения русские составляли 99 %.